# Billy Arnold
Billy Arnold (New York, 1886 – New York, 1954) è stato un pianista e pioniere della musica jazz statunitense.
Billy Arnold, assieme al fratello Henry, anche lui musicista (sassofonista), fu tra i primi a diffondere la musica jazz in Europa, in particolare in Francia, tra il 1919 e il 1932.
Dopo il 1932 rientrò negli Stati Uniti (dove peraltro non era molto conosciuto) e dopo qualche tempo abbandonò definitivamente la musica.  
Le poche registrazioni disponibili di Arnold risalgono agli anni venti.
| Controllo di autorità | VIAF (EN) 7652939 · LCCN (EN) n2008083083 · BNF (FR) cb14821418x (data) |